# 푸에르토리코의 문장

푸에르토리코의 문장

푸에르토리코의 또 하나의 문장

푸에르토리코의 실

푸에르토리코의 문장은 푸에르토리코를 상징하는 문장이다.
방패 안에는 십자가가 그려진 깃발이 달린 금색 십자가를 들고 있는 양이 그려져 있으며 방패 바깥쪽에는 푸에르토리코의 역사를 상징하는 16개 무늬가 그려져 있다. 방패 양쪽에는 왕관이 그려져 있으며 방패 아래쪽에 있는 리본에는 푸에르토리코의 표어("Joannes Est Nomen Eius")가 라틴어로 쓰여져 있다.

## 같이 보기
- 푸에르토리코의 기
- 문장학